# Nemo judex in causa sua
Nemo judex in causa sua est un  adage juridique qui, en latin, signifie « nul n'est juge pour sa propre cause ». Cela implique que personne ne peut juger une affaire dans laquelle il a un intérêt.
La maxime latine est parfois formulée de la manière suivante : Aliquis non debet esse judex in propria causa, quia non potest esse judex et pars (personne ne doit être juge de sa propre cause, parce qu'on ne peut être à la fois juge et partie").
Cet adage juridique est notamment pertinent pour comprendre les règles de procédure civile ou de procédure pénale qui imposent la récusation du juge dans les affaires où il a un intérêt et risque de se trouver dans un conflit d'intérêts, où les intérêts personnels et professionnels sont contradictoires. Par exemple, les articles 201 à 205 du Code de procédure civile du Québec.
En Belgique, en 2024, le ministre de la Justice constate que le nombre de demandes de récusation (par laquelle une partie en justicedemande qu'un juge se retire de l'affaire en énonçant des doutes sur son impartialité) introduites par les avocats a augmenté, surtout à Gand et à Anvers. Le ministre de la Justice se dit préoccupé par cette évolution et va s'entretenir avec les barreaux des avocats .